# Dieudonné Datonou

Wappen von Dieudonné Datonou

Dieudonné Datonou (* 3. März 1962 in Dekanmè) ist ein beninischer Geistlicher, römisch-katholischer Erzbischof und Diplomat des Heiligen Stuhls.

## Leben
Dieudonné Datonou empfing am 7. Dezember 1989 das Sakrament der Priesterweihe für das Erzbistum Cotonou. Anschließend setzte Datonou seine Ausbildung an der Päpstlichen Diplomatenakademie in Rom fort. Daneben wurde er an der Päpstlichen Lateranuniversität mit der Arbeit Du concept de patrimoine commun de l’humanité aux droits de l’humanité. Étude historico-juridique du concept de patrimoine commun de l’humanité en droit international („Vom Konzept des Gemeinguts der Menschheit zu den Menschenrechten. Eine rechtsgeschichtliche Untersuchung des Konzepts des Gemeinguts der Menschheit im Völkerrecht“) zum Doktor beider Rechte promoviert.
Am 1. Juli 1995 trat Datonou in den diplomatischen Dienst des Heiligen Stuhls ein. Er war an den Nuntiaturen in Angola und São Tomé und Príncipe (1995–1998), in Ecuador (1998–2001), in Kamerun und Äquatorialguinea (2001–2004), im Iran (2004–2006), in Indien und Nepal (2006–2009) sowie in El Salvador und Belize (2009–2014) tätig. Papst Johannes Paul II. verlieh ihm am 6. Juli 1996 den Ehrentitel Päpstlicher Ehrenkaplan und Papst Benedikt XVI. am 20. Juli 2009 den Ehrentitel Päpstlicher Ehrenprälat. Ab 2014 war Dieudonné Datonou Nuntiaturrat im Dienst der Sektion für die Allgemeine Angelegenheiten des Staatssekretariats und ab 2020 zudem Päpstlicher Reisemarschall.
Am 7. Oktober 2021 ernannte ihn Papst Franziskus zum Titularerzbischof von Vico Equense und zum Apostolischen Nuntius in Burundi. Zuvor hatte Papst Franziskus bereits am 12. September 2021 auf dem Flug zum 52. Eucharistischen Weltkongress in Budapest erklärt, ihn zum Bischof ernennen zu wollen. Die Bischofsweihe spendete ihm Kardinalstaatssekretär Pietro Parolin am 20. November desselben Jahres im Petersdom; Mitkonsekratoren waren der Präfekt der Kongregation für die Evangelisierung der Völker, Luis Antonio Kardinal Tagle, und der Substitut des vatikanischen Staatssekretariats, Kurienerzbischof Edgar Peña Parra.

## Schriften
- Du concept de patrimoine commun de l’humanité aux droits de l’humanité. Étude historico-juridique du concept de patrimoine commun de l’humanité en droit international. Pontificia Università Lateranense, Rom 1995, OCLC 948994871.
- Lettre a deux chefs d’Etat Africains: pour une aube nouvelle. Bibliothèque Nationale, Cotonou 2006, ISBN 978-99919-53-43-4.
- Fleur de la terre, semence d’éternité. Hommage à son éminence Bernardin Cardinal Gantin. Star Éditions, Cotonou 2007, ISBN 978-99919-62-49-8.